# Saints, Seine-et-Marne
Saints är en kommun i departementet Seine-et-Marne i regionen Île-de-France i norra Frankrike. Kommunen ligger i kantonen Coulommiers som tillhör arrondissementet Meaux. År 2018 hade Saints 1 329 invånare.

## Befolkningsutveckling
Antalet invånare i kommunen Saints
| Referens: INSEE |